# Jessica Sevick
Jessica Sevick (Vancouver, 15 de julho de 1989) é uma remadora canadense.

## Carreira
Sevick foi campeã dos Jogos Pan-Americanos quando ganhou o ouro no skiff individual feminino nos Jogos Pan-Americanos de 2019 em Lima. Ela estudou neurociência na Universidade da Colúmbia Britânica, onde competiu no time de remo UBC Thunderbirds.
Nos Jogos Olímpicos de Verão de 2024, em Paris, conquistou a medalha de prata na competição de oito com feminino, ao lado de Abigail Dent, Caileigh Filmer, Kasia Gruchalla-Wesierski, Maya Meschkuleit, Sydney Payne, Kristina Walker, Avalon Wasteneys e Kristen Kit, com o tempo de 5:58.84.